# Titratiereactie
De titratiereactie is een chemische reactie die optreedt tijdens de uitvoering van een titratie en waarbij de relatie gelegd wordt tussen de component in de buret en de component in het reactievat.
Een titratie wordt uitgevoerd om gegevens te verkrijgen over een stof via zijn reactie met een andere stof. Van de tweede stof zijn  voldoende gegevens bekend om via berekening de waarden voor de eerste stof uit te tekenen. Indien bijvoorbeeld de concentratie van een azijnzuuroplossing vastgesteld moet worden via de titratie ervan met natronloog, dan is de titratiereactie de reactie tussen azijnzuur en het hydroxide-ion:
{\displaystyle {\ce {CH3COOH + OH- -> CH3COO- + H2O}}}

## Eisen aan titratiereacties
In de scheikunde is een groot aantal reacties bekend, maar slechts enkele reacties worden als titratiereactie gebruikt. Reacties moeten aan een aantal eisen voldoen om als titratiereactie geschikt te zijn:
- De reactie moet snel verlopen. Omdat titraties uitgevoerd worden om informatie te verkrijgen die vaak direct gebruikt moet worden dienen de reacties die tijdens een titratie verlopen niet te veel tijd te kosten. Reacties waarbij vaste stoffen als reactant een rol spelen worden om deze reden niet als titratiereactie gebruikt.
- De reactie moet volledig zijn. Veel chemische reacties zijn evenwichtsreacties. Ze verlopen wel snel, maar slechts tot een punt waarop maar een deel van de reagerende stoffen is omgezet in producten. De omzettingsgraad is van veel factoren afhankelijk, waardoor het moeilijk is een uitspraak over hoeveelheden te doen.
- De reactie moet kunnen verlopen in een vloeistofomgeving. Hoewel het denkbaar is een reactie, die aan de voorgaande voorwaarden voldoet, in een afgesloten vat in de gasfase te laten verlopen, levert dit zoveel praktische en technische problemen op dat dit in de praktijk niet gedaan wordt. Titraties verlopen daarom vrijwel steeds in de vloeistoffase.
- Er moet een eenvoudige methode zijn om vast te stellen dat net voldoende reagens is toegevoegd om alle stof te laten reageren. Sommige reagentia zijn hun eigen indicator, maar voor de meeste reacties wordt een speciale indicator gebruikt. Daarnaast wordt een scala aan instrumentele methoden voor dit doel gebruikt.
  - Permanganaat is zijn eigen indicator: de eerste hoeveelheid die niet meer reageert zal de oplossing een paarse kleur geven. Voorbeelden van speciaal toegevoegde indicatorstoffen zijn te vinden in de lijsten van pH- en redox-indicatoren.
  - Instrumentele methoden om het eindpunt van een titratie vast te stellen omvatten onder andere: potentiometrie, fotometrie, biamperometrie en conductometrie.